# Valeri Marcenko
Valeri Marcenko (în ucraineană Валерій Марченко; n. 16 septembrie 1947, Kiev, RSS Ucraineană, URSS – d. 7 octombrie 1984, Leningrad, RSFS Rusă, URSS) a fost un poet, jurnalist, traducător și membru al Grupului Helsinki Ucrainean.
Marcenko s-a născut într-o familie educată. Bunicul său, Mihailo Marcenko, a fost primul decan sovietic al Universității din Lviv. Mama sa era profesoară de literatură. Valeri Marcenko a absolvit Academia de Arte din Kiev și a lucrat la ziarul „Ucraina Literară” (ucraineană: Літературна Україна) ca traducător. A tradus în ucraineană din azeră și poloneză. Specialitatea sa erau relațiile literare azero-ucrainene.
Pe 25 iunie 1973, Marcenko a fost arestat și acuzat de agitație și propagandă antisovietică, în principal pentru trei articole pe care le-a scris, precum și pentru eforturile sale de a populariza lucrarea lui Ivan Dziuba „Internaționalism sau rusificare?” în Ucraina. Pe 29 decembrie 1973, Marcenko a fost condamnat la șase ani de închisoare și doi ani de exil.

## Activitate în timpul detenției
În timpul detenției sale în sistemul penitenciar sovietic, Marcenko a lucrat ca arhivar pentru tot ceea ce vedea. A colectat și publicat relatări personale despre viața de zi cu zi a prizonierilor, interviuri și eseuri.
De asemenea, a tradus multe lucrări în ucraineană, cum ar fi Declarația de independență a Statelor Unite ale Americii, precum și opere de Robert Burns, Voltaire și Edgar Allan Poe.

## A doua arestare
Pe 23 octombrie 1983, Marcenko a fost arestat a doua oară și din nou acuzat în temeiul articolului 62 din Codul Penal al RSS Ucrainene pentru „Agitație și Propagandă Antisovietică”. Declarat infractor periculos, a fost condamnat la zece ani de închisoare și cinci ani de exil.
A fost ținut în condiții îngrozitoare, unde s-a îmbolnăvit. Datorită presiunii internaționale pentru eliberarea jurnaliștilor, i s-a permis să fie transferat din lagăr într-un spital. Cu toate acestea, era deja prea târziu.
În jurul datei de 7 octombrie 1984, Valeri Marcenko a murit într-un spital din Leningrad.

## Înmormântare și comemorare
Marcenko este înmormântat în satul Hatne, în regiunea Kiev.
Astăzi, există un muzeu dedicat vieții și operei lui Valeri Marcenko în școala nr. 175 din Kiev. În octombrie 2017, fosta „Piață Internațională” din capitala ucraineană Kiev a fost redenumită Piața Valeri Marcenko în onoarea sa.